# Karburatorsprit
Karburatorsprit, K-sprit, kan tillsättas i bensin för att förhindra uppkomst av isproppar. Karburatorsprit blandar sig utmärkt i bensin, men blandar sig även med vatten, och sänker dess fryspunkt. K-sprit innehåller också ytaktiva ingredienser, och fungerar därför dessutom som emulgator (som diskmedel gör för fett i vatten), och förhindrar separation av vattnet ur bensinen.
K-sprit® är ett handelsnamn och inte en förkortning av någon kemisk beteckning.
Huvudbeståndsdelen är alltid etanol, men även andra ingredienser förekommer, som propanol och isopropanol, och hjälpämnen, t.ex. för att förebygga rost.
Användningen har minskat i Sverige, genom att 5–10% etanol numera ingår i bensinen man tankar.
Dessutom är motorer med bränsleinsprutning mindre känsliga för isproppar än de förgasarmotorer som var vanliga tidigare. Isproppar uppstår ofta i förgasarens hals där det råder ett undertryck som sänker temperaturen.
Karburator är en äldre benämning på förgasare.